# Список побед Манфреда фон Рихтгофена
В данном списке отражены победы самого результативного аса Первой мировой войны лейтенанта Манфреда фон Рихтгофена, известного также под прозвищем Красный Барон. Всего указаны 80 побед, одержанных им в период с 17 сентября 1916 по 20 апреля 1918 года. Все победы, за единственным исключением, были одержаны над британскими лётчиками. В списке в хронологическом порядке указаны:
- порядковый номер победы — графа «#»;
- дата одержанной победы — графа «Дата»;
- данные о пилотах, с которыми сталкивался барон, а также названия их подразделений[ком. 2] — графа «Авиаторы»;
- данные о самолётах, как английских, так и германских — марка, серийный номер и номер подразделения — графа «Самолёты»;
- описание боестолкновений и обстоятельств, при которых были одержана та или иная победа, с указанием приблизительных координат мест одержанных побед — графа «История».

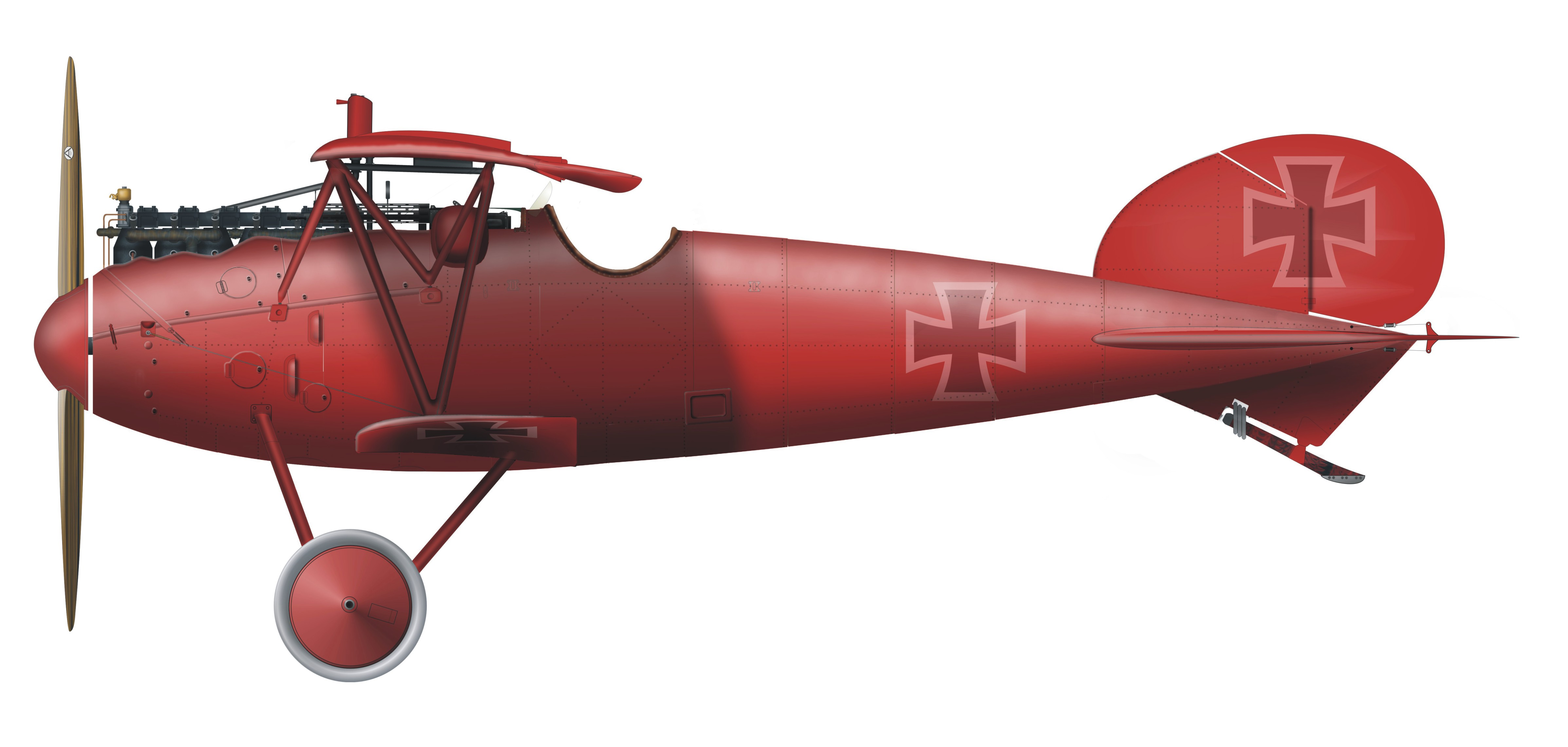
К примеру, истребитель барона Albatros D.V № 1177/17 был целиком выкрашен в красный цвет

Графа «Самолёты» или же все графы иногда выделяются цветами:

 — выделение данным цветом всех граф означает, что данная победа фон Рихтгофена не была подтверждена противоборствующей стороной, либо была одержана другим немецким авиатором, но тем не менее, засчитана именно ему.

 — выделение цветом графы «Самолёты» обозначает раскраску фюзеляжа самолёта, на котором была одержана конкретная победа. Выделение одним цветом означает, что все части самолёта были окрашены в один цвет.

 — выделение графы «Самолёты» разными цветами означает, что самолёт был окрашен в несколько цветов. Цвет первой ячейки означает цвет, которым были выкрашены передняя часть самолёта, капот и обтекатели колёс, цвет второй — основная часть фюзеляжа и крыльевые подкосы, цвет третьей — задняя часть самолёта и хвостовые стабилизаторы.

## Список побед
| F.E.2b № 7018, 11-я эскадрилья КЛК |  | Albatros D.II № 491/16, Jagdstaffel 2 |

| G.100 № 7481, 27-я эскадрилья КЛК |  | Albatros D.II № 491/16, Jagdstaffel 2 |

| F.E.2b № 6973, 11-я эскадрилья КЛК |  | Albatros D.II № 491/16, Jagdstaffel 2 |

| B.E.12 № 6618, 21-я эскадрилья КЛК |  | Albatros D.II № 491/16, Jagdstaffel 2 |

| B.E.12 № 6580, 19-я эскадрилья КЛК |  | Albatros D.II № 491/16, Jagdstaffel 2 |

| B.E.12 № 6629, 21-я эскадрилья КЛК |  | Albatros D.II № 491/16, Jagdstaffel 2 |

| F.E.2c № 7010, 18-я эскадрилья КЛК |  | Albatros D.II № 491/16, Jagdstaffel 2 |

| B.E.2c № 2506, 12-я эскадрилья КЛК |  | Albatros D.II № 491/16, Jagdstaffel 2 |

| B.E.2c № 2767, 15-я эскадрилья КЛК |  | Albatros D.II № 491/16, Jagdstaffel 2 |

| F.E.2b № 4848, 18-я эскадрилья КЛК |  | Albatros D.II № 491/16, Jagdstaffel 2 |

| DH.2 № 5964, 24-я эскадрилья КЛК |  | Albatros D.II № 491/16, Jagdstaffel 2 |

| DH.2 № 5986, 32-я эскадрилья КЛК |  | Albatros D.II № 491/16, Jagdstaffel 2 |

| DH.2 № 7927, 29-я эскадрилья КЛК |  | Albatros D.II № 491/16, Jagdstaffel 2 |

| F.E.2b № 5446, 18-я эскадрилья КЛК |  | Albatros D.II № 491/16, Jagdstaffel 2 |

| DH.2 № 5985, 29-я эскадрилья КЛК |  | Albatros D.II № 491/16, Jagdstaffel 2 |

| Sopwith Pup № 5193, 8-я эскадрилья КВМАС. |  | Albatros D.II № 491/16, Jagdstaffel 2 |

| F.E.8 № 6388, 40-я эскадрилья КЛК |  | Albatros D.III № 789/17, Jagdstaffel 11. |

| F.E.2b № 6997, 25-я эскадрилья КЛК |  | Albatros D.III № 789/17, Jagdstaffel 11 |

| B.E.2d № 6742, 16-я эскадрилья КЛК |  | Halberstadt D.II Jagdstaffel 11 |

| B.E.2d № 6231, 2-я эскадрилья КЛК |  | Halberstadt D.II Jagdstaffel 11 |

| B.E.2c № 2543, 2-я эскадрилья КЛК |  | Halberstadt D.II Jagdstaffel 11 |

| B.E.2d № 5785, 2-я эскадрилья КЛК |  | Halberstadt D.II Jagdstaffel 11 |

| Sopwith 1½ Strutter № A1108, 43-я эскадрилья КЛК |  | Halberstadt D.II Jagdstaffel 11 |

| B.E.2e № A2785, 16-я эскадрилья КЛК |  | Halberstadt D.II Jagdstaffel 11 |

| DH.2 № A2571, 29-я эскадрилья КЛК |  | Albatros D.III № 1996/16, Jagdstaffel 11 |

| B.E.2d № 6232, 2-я эскадрилья КЛК |  | Halberstadt D.II Jagdstaffel 11 |

| F.E.2b № A5439, 25-я эскадрилья КЛК |  | Halberstadt D.II Jagdstaffel 11 |

| B.E.2g № 2814, 16-я эскадрилья КЛК |  | Halberstadt D.II Jagdstaffel 11 |

| B.E.2f № A3154, 16-я эскадрилья КЛК |  | Halberstadt D.II Jagdstaffel 11 |

| SPAD S.VII № A6706, 19-я эскадрилья КЛК |  | Halberstadt D.II Jagdstaffel 11 |

| Nieuport 17 № A6689, 29-я эскадрилья КЛК |  | Halberstadt D.II Jagdstaffel 11 |

| B.E.2d № 5841, 13-я эскадрилья КЛК |  | Albatros D.III № 2253/17, Jagdstaffel 11 |

| Sopwith 1½ Strutter № A2401, 43-я эскадрилья КЛК |  | Albatros D.III № 2253/17, Jagdstaffel 11 |

| F.E.2d № A6382, 25-я эскадрилья КЛК |  | Albatros D.III № 2253/17, Jagdstaffel 11 |

| Bristol F.2a № A3340, 48-я эскадрилья КЛК |  | Albatros D.III № 2253/17, Jagdstaffel 11 |

| Bristol F.2a № A3343, 48-я эскадрилья КЛК |  | Albatros D.III № 2253/17, Jagdstaffel 11 |

| Nieuport 17 № A6645, 60-я эскадрилья КЛК |  | Albatros D.III № 2253/17, Jagdstaffel 11 |

| Sopwith 1½ Strutter № A2406, 43-я эскадрилья КЛК |  | Albatros D.III № 2253/17, Jagdstaffel 11 |

| B.E.2g № A2815, 16-я эскадрилья КЛК |  | Albatros D.III № 2253/17, Jagdstaffel 11 |

| B.E.2c № 2501, 13-я эскадрилья КЛК |  | Albatros D.III № 2253/17, Jagdstaffel 11 |

| R.E.8 № A3190, 59-я эскадрилья КЛК |  | Albatros D.III № 2253/17, Jagdstaffel 11 |

| F.E.2b № A831, 11-я эскадрилья КЛК |  | Albatros D.III № 2253/17, Jagdstaffel 11 |

| F.E.2b № 4997, 25-я эскадрилья КЛК |  | Albatros D.III № 2253/17, Jagdstaffel 11 |

| Nieuport 17 № A6796, 60-я эскадрилья КЛК |  | Albatros D.III № 2253/17, Jagdstaffel 11 |

| B.E.2e № 3156, 13-я эскадрилья КЛК |  | Albatros D.III № 2253/17, Jagdstaffel 11 |

| F.E.2b № 7020, 11-я эскадрилья КЛК |  | Albatros D.III № 2253/17, Jagdstaffel 11 |

| B.E.2f № A3168, 16-я эскадрилья КЛК |  | Albatros D.III № 2253/17, Jagdstaffel 11 |

| B.E.2e № 7221, 13-я эскадрилья КЛК |  | Albatros D.III № 2253/17, Jagdstaffel 11 |

| SPAD S.VII № B1573, 19-я эскадрилья КЛК |  | Albatros D.III № 2253/17, Jagdstaffel 11 |

| F.E.2b № 7020, 11-я эскадрилья КЛК |  | Albatros D.III № 2253/17, Jagdstaffel 11 |

| B.E.2e № 2738, 12-я эскадрилья КЛК |  | Albatros D.III № 2253/17, Jagdstaffel 11 |

| Sopwith Triplane № 5463, 8-я эскадрилья КВМАС. |  | Albatros D.III № 2253/17, Jagdstaffel 11 |

| R.E.8 № A4290, 9-я эскадрилья КЛК |  | Albatros D.III № 789/17, Jagdstaffel 11 |

| SPAD S.VII № B1530, 23-я эскадрилья КЛК |  | Albatros D.V № 1177/17, Jagdstaffel 11 |

| DH.4 № A7473, 57-я эскадрилья КЛК |  | Albatros D.V № 1177/17, Jagdstaffel 11 |

| R.E.8 № A3847, 53-я эскадрилья КЛК |  | Albatros D.V № 1177/17, Jagdstaffel 11 |

| R.E.8 № A3538, 53-я эскадрилья КЛК |  | Albatros D.V № 1177/17, Jagdstaffel 11 |

| Nieuport 23 № A6611, 29-я эскадрилья КЛК |  | Albatros D.V № 2059/17, Jagdstaffel 11 |

| SPAD S.VII № B3492, 19-я эскадрилья КЛК |  | Albatros D.V № 2059/17, Jagdstaffel 11 |

| R.E.8 № B782, 6-я эскадрилья КЛК |  | Fokker F.I № 102/17, Jagdstaffel 11 |

| Sopwith Pup № B1795, 46-я эскадрилья КЛК. |  | Fokker F.I № 102/17, Jagdstaffel 11 |

| DH.5 № A9299, 64-я эскадрилья КЛК |  | Albatros D.V № 4693/16, Jagdstaffel 11 |

| S.E.5a № B644, 41-я эскадрилья КЛК |  | Albatros D.V № 4693/16, Jagdstaffel 11 |

| Bristol F.2b № B1251, 62-я эскадрилья КЛК |  | Fokker Dr.I № 152/17, Jagdstaffel 11 |

| Sopwith Camel № B2523, 73-я эскадрилья КЛК |  | Fokker Dr.I № 152/17, Jagdstaffel 11 |

| Sopwith Camel № B5243, 54-я эскадрилья КЛК |  | Fokker Dr.I № 152/17, Jagdstaffel 11 |

| S.E.5a № C1054, 41-я эскадрилья КЛК |  | Fokker Dr.I № 477/17, Jagdstaffel 11 |

| Sopwith Camel № C1562, 3-я эскадрилья КЛК |  | Fokker Dr.I № 477/17, Jagdstaffel 11 |

| S.E.5a № B511, 1-я эскадрилья КЛК |  | Fokker Dr.I № 477/17, Jagdstaffel 11 |

| R.E.8 № B742, 15-я эскадрилья КЛК |  | Fokker Dr.I № 477/17, Jagdstaffel 11 |

| Sopwith Camel № C6733, 73-я эскадрилья КЛК |  | Fokker Dr.I № 127/17, Jagdstaffel 11 |

| F.K.8 № B288, 2-я эскадрилья КЛК |  | Fokker Dr.I № 477/17, Jagdstaffel 11 |

| Sopwith Dolphin № C4016, 79-я эскадрилья КЛК |  | Fokker Dr.I № 477/17, Jagdstaffel 11 |

| F.K.8 № C8444, 82-я эскадрилья КЛК |  | Fokker Dr.I № 127/17, Jagdstaffel 11 |

| R.E.8 № A3868, 52-я эскадрилья КВВС |  | Fokker Dr.I № 477/17, Jagdstaffel 11 |

| Sopwith Camel № D6491, 46-я эскадрилья КВВС |  | Fokker Dr.I № 127/17, Jagdstaffel 11 |

| Sopwith Camel № D6550, 73-я эскадрилья КВВС |  | Fokker Dr.I № 477/17, Jagdstaffel 11 |

| Sopwith Camel № D6554, 73-я эскадрилья КВВС |  | Fokker Dr.I № 477/17, Jagdstaffel 11 |

| Sopwith Camel № D6459, 3-я эскадрилья КВВС |  | Fokker Dr.I № 425/17, Jagdstaffel 11 |

| Sopwith Camel № B7393, 3-я эскадрилья КВВС |  | Fokker Dr.I № 425/17, Jagdstaffel 11 |